# Deutsche Arbeitsfront

Flagga för Deutsche Arbeitsfront.

Deutsche Arbeitsfront, DAF, (tyska "Tyska arbetsfronten") var den arbetsorganisation i Nazityskland som ersatte de tyska fackföreningarna genom en enhetsorganisation för arbetsgivare och arbetstagare.

## Tillkomst
DAF bildades den 10 maj 1933 när samtliga fria fackföreningars tillgångar och byggnader övertogs samtidigt som alla arbetstagar- och arbetsgivarföreningar förbjöds. Till ledare för DAF utsågs riksorganisationsledaren Robert Ley. I DAF infogades 1935 den nazistiska fackföreningsrörelsen, Nationalsozialistische Betriebszellenorganisation (NSBO) och den nazistiska småföretagarrörelsen, Nationalsozialistische Handels- und Gewerbeorganisation (NSHABO). Judar var inte tillåtna att bli medlemmar i DAF.

## Organisation
DAF bestod av 18 riksnäringslivsgemenskaper, senare reorganiserade som 16 yrkesförbund, och 33 gauorganisationer. Medlemskap i DAF var obligatioriskt för alla arbetsgivare och arbetstagare och DAF hade 22 miljoner medlemmar.
DAF styrdes efter "Führerprincipen." Det aktiva medlemskapet utgjordes av företagare, arbetare och tjänstemän vilka var partimedlemmar eller medlemmar av partiorganisationer. I varje företag bildade dessa en Werkschar. Verkskaran hade till uppgift att säkerställa företagets och de anställdas politiska tillförlitlighet och insatsvilja. Viktiga uppgifter var därvid hälsa, arbetarskydd, yrkesutbildning, Kraft durch Freude, bostadsförhållanden, nazistisk propagande. Verkskarans medlemmar skulle framförallt utgöra en förebild för övriga medlemmar av DAF.

## Anslutna organisationer

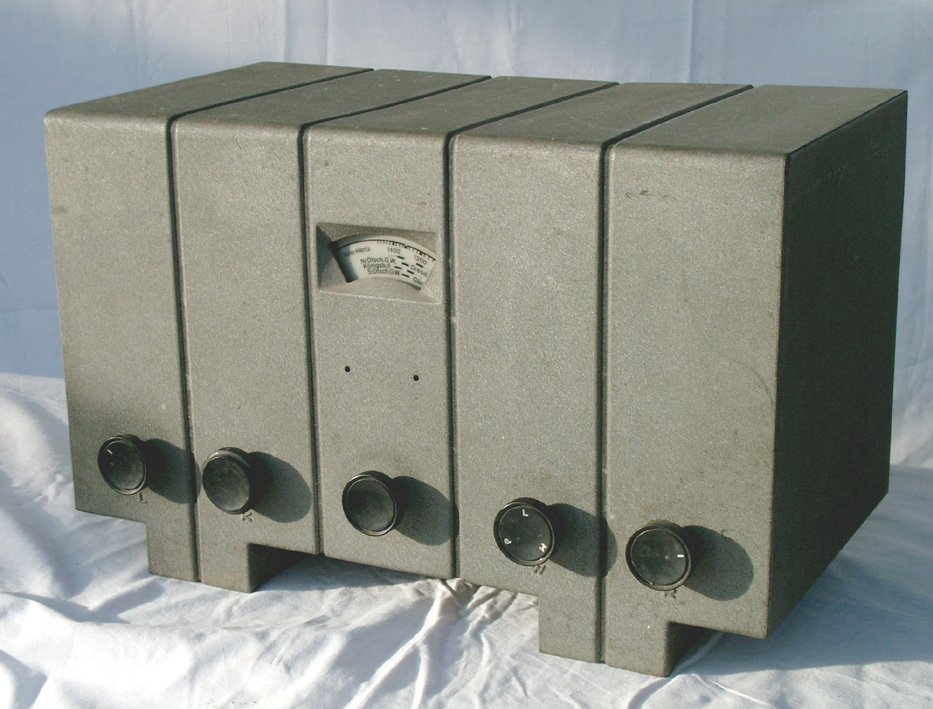
Radioapparaten Arbeitsfrontempfänger DAF1011

DAF hade även ansvaret för nazisternas fritidsorganisation Kraft durch Freude och Schönheit der Arbeit vilken ansvarade för arbetsmiljöfrågor till 1939, då krigsproduktionen fick företräde. Till DAF hörde även Gemeinschaftswerk der Deutschen Arbeitsfront (GW) vilket 1941 övertog alla tyska konsumentkooperativ och deras inköpscentraler. Under DAF:s egid utvecklades en enkel radiomottagare, Arbeitsfrontempfänger DAF1011, vilken skulle användas för kollektivt radiolyssnande på arbetsplatser (för hemmen fanns Volksempfänger). Reichsheimstättenamt inom DAF ansvarade för den nazistiska egnahemsrörelsen.

## Grader
| Grader i Deutsche Arbeitsfront               |                                          |
| DAF                                          | Werkscharen                              |
| Leiter der Deutschen Arbeitsfront Robert Ley | Oberster Werkscharführer Robert Ley      |
| -                                            | Oberstwerkscharführer                    |
| Gauobmann                                    | Gauwerkscharstammführer                  |
| -                                            | Gauwerkscharführer Oberwerkscharführer   |
| Kreisobmann                                  | Kreiswerkscharstammfüher                 |
| -                                            | Kreiswerkscharführer Werkscharbannführer |
| Ortsobmann                                   | Ortswerkscharstammfüher                  |
| -                                            | Ortswerkscharführer                      |
| Betriebsobmann                               | Betriebswerkscharstammfüher              |
| -                                            | Hauptwerkscharführer                     |
| -                                            | Werkscharführer                          |
| -                                            | Werkscharmeister                         |
| -                                            | Truppführer                              |
| -                                            | Rottenführer                             |
| -                                            | Werkscharmann                            |
| Källa:                                       |                                          |